# François Dolbeau
François Dolbeau, né le 6 juin 1947 à Angers, est un latiniste, philologue et historien français, spécialiste de lexicographie.

## Biographie
Agrégé de grammaire en 1970, assistant de langue et littérature latines à l'université Paris-Sorbonne (1972-1974) puis membre de l'École française de Rome (1974-1977). Il est docteur de 3ème cycle en 1984.
Chargé de recherche à l’Institut de Recherche et d’Histoire des Textes (1977-1985), directeur d'études à l’École pratique des hautes études (1985-2008), il est également responsable de la Section de lexicographie latine de l’Institut de Recherche et d’Histoire des Textes avant de devenir directeur d'étude émérite, puis honoraire à l’École pratique des Hautes Études.
Membre de la Société nationale des antiquaires de France et de la Société des antiquaires de l'Ouest, il est aussi membre associé de l’Académie de Reims, de l’Académie des sciences, belles-lettres et arts d'Angers et de l’Académie royale des sciences, des lettres et des beaux-arts de Belgique.
Membre du comité éditorial de l’Augustinus-Lexikon et membre correspondant de la Zentraldirektion des Monumenta Germaniae Historica, il est membre des comités de direction ou de rédaction de plusieurs revues savantes, dont Archivum Latinitatis Medii Aevi, Cahiers de civilisation médiévale, Filologia Mediolatina, Hagiographica, Revue d’Histoire des Textes, Revue des Études Augustiniennes, Sacris Erudiri.
Correspondant français de l’Académie des inscriptions et belles-lettres depuis 2006, il est élu le 5 décembre 2014 comme membre de cette Académie, au fauteuil de l'historien Philippe Gautier.
Il s'est livré à un travail de catalogue en deux volumes de manuscrits médiévaux, chaque tome riche d'un millier de titres. Il a également découvert vingt-six sermons d'Augustin d'Hippone complètement ou partiellement inédits (dits « sermons Dolbeau »), et a travaillé sur les débuts de l'ère chrétienne et l'organisation de l'Église. 

## Principales publications
- Indices librorum, catalogues anciens et modernes de manuscrits médiévaux en écriture latine: sept ans de bibliographie (1977-1983), Paris, éd. Rue d’Ulm, 1987
- Sedulii Scotti Collectaneum Miscellaneum. Supplementum, Tournhout, éd. Brepols, 1990
- Indices librorum. II (1984-1990), Paris, éd. Rue d’Ulm, 1995
- Augustin d’Hippone, Vingt-six sermons au peuple d’Afrique, Paris, éd. Institut des études augustiniennes, 1996[6]
- Giordano (XIIe s.), Vie de S. Ubald, texte établi, traduit et commenté, Gubbio, éd. Centro Studi Ubaldiani, 2000
- Augustin et la prédication en Afrique: recherches sur divers sermons authentiques, apocryphes ou anonymes, Paris,  éd. Institut des études augustiniennes, 2005
- Sanctorum societas : récits latins de sainteté (IIIe – XIIe siècles), Bruxelles, éd. Société des Bollandistes, 2005
- Saints, clercs et fidèles en Poitou médiéval, Poitiers, éd. Société des antiquaires de l'Ouest, 2007
- Sermones de novo testamento (51-70A). Sermones in Matthaeum I [édition], Turnhout, éd. Brepols, 2008.
- Saint Augustin: Le Passeur des Deux Rives [sous la dir.], Nantes, éd. d'Orbestier, 2010[7]
- Prophètes, apôtres et disciples dans les traditions chrétiennes d’Occident. Vies brèves et listes en latin, Bruxelles, éd. Société des Bollandistes, 2012[8]
- Rathier de Vérone. Lecteur, remanieur et centonisateur, Florence,  éd. Galluzzo, 2021.
- Bibliothèques médiévales: inventaires et lecteurs, Rome, Edizioni del Galluzzo, 2023.

## Distinctions
- Chevalier de l'ordre national du Mérite
- Commandeur de l'ordre des Palmes académiques
- Docteur honoris causa de l'université de Chicago